# Kościół Świętych Apostołów Piotra i Pawła w Kowalewie-Opactwie
Kościół Świętych Apostołów Piotra i Pawła w Kowalewie-Opactwie zbudowany w 1784 r. ufundował opat klasztoru cysterskiego w Lądzie, Antoni Ostrowski. 
Renowacje przeprowadzano w 1862 r. 1980-88 (elewacje), 1991-98 (wnętrza).
Nad wejściowym drewnianym tympanonem znajduje się data budowy kościoła - 1784, łaciński napis VOTA MEI DOMINO oraz  medalion z herbem Grzymała - fundatora kościoła. 
Budynek ma konstrukcję zrębową, oszalowany, orientowany. Trójnawowy, wzniesiony na planie krzyża, prezbiterium zamknięte wielobocznie. Przy prezbiterium od północy skarbczyk, od południa zakrystia, przy nawie od południa kruchta. 
Wnętrze trójnawowe, z drewnianymi kolumnami pomiędzy nawami o pozornych sklepieniach kolebkowych. Ołtarz główny i dwa ołtarze w transepcie późnobarokowe, iluzjonistyczne z ok. 1784 r. Ołtarz w nawie bocznej barokowo-klasycystyczny z ok. 1800 r. Dwie kamienne kropielnice z XVI w.
Od zachodu wieża konstrukcji słupowej, przykryta hełmem blaszanym. W ceglanym murze kościoła wbudowana sygnaturka z trzema dzwonami.
Kościół jest siedzibą parafii pod tym samym wezwaniem, należącej do Dekanatu słupeckiego.
W rejestrze NID jako zabytek wpisany jest cały zespół kościoła parafialnego:
- kościół drewniany, 1784, restaurowany 1862,
- dzwonnica murowana, ok. 1860,
- ogrodzenie z bramą murowaną, ok. 1860.

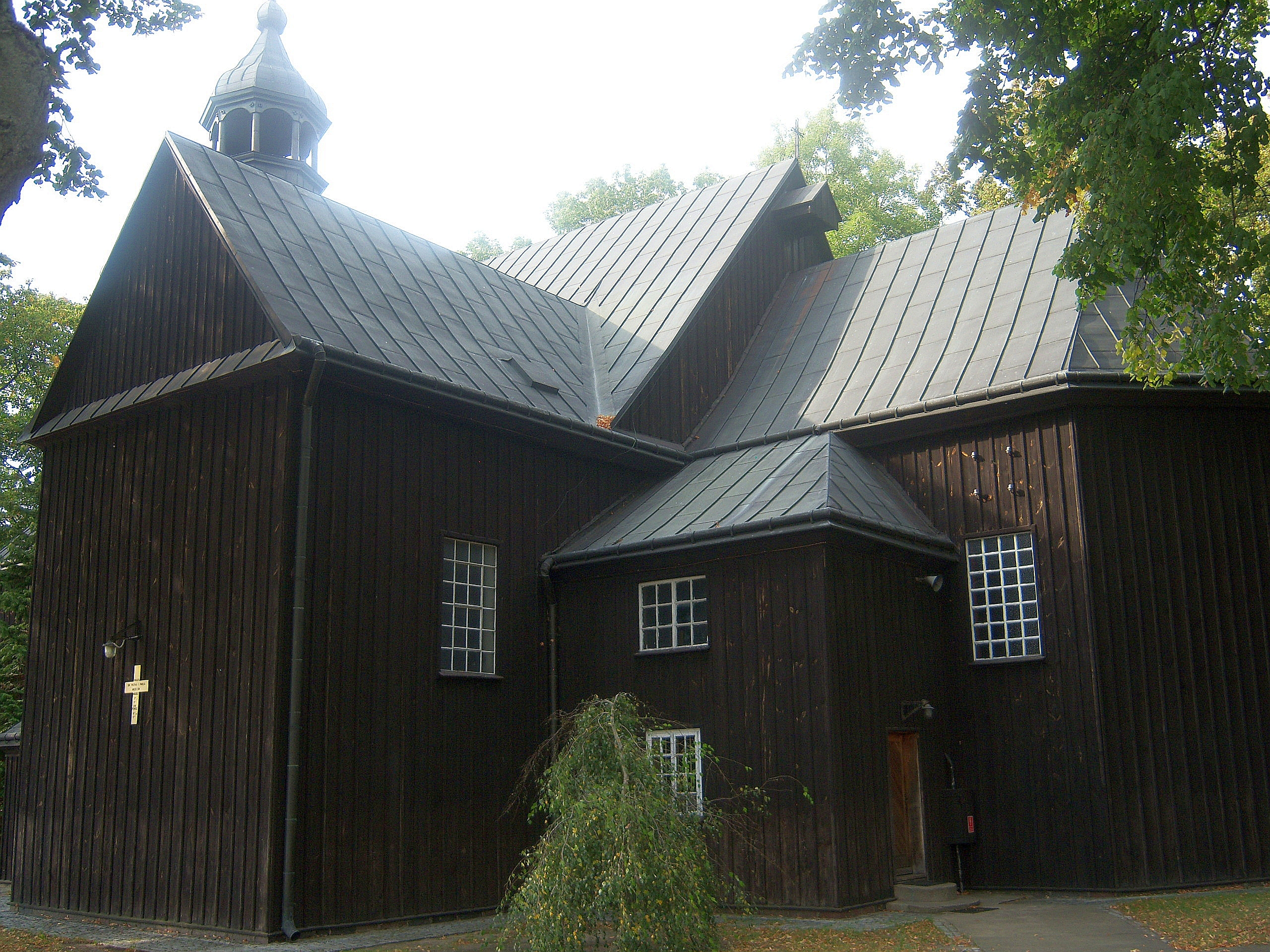
strona płd.-wsch. kościoła
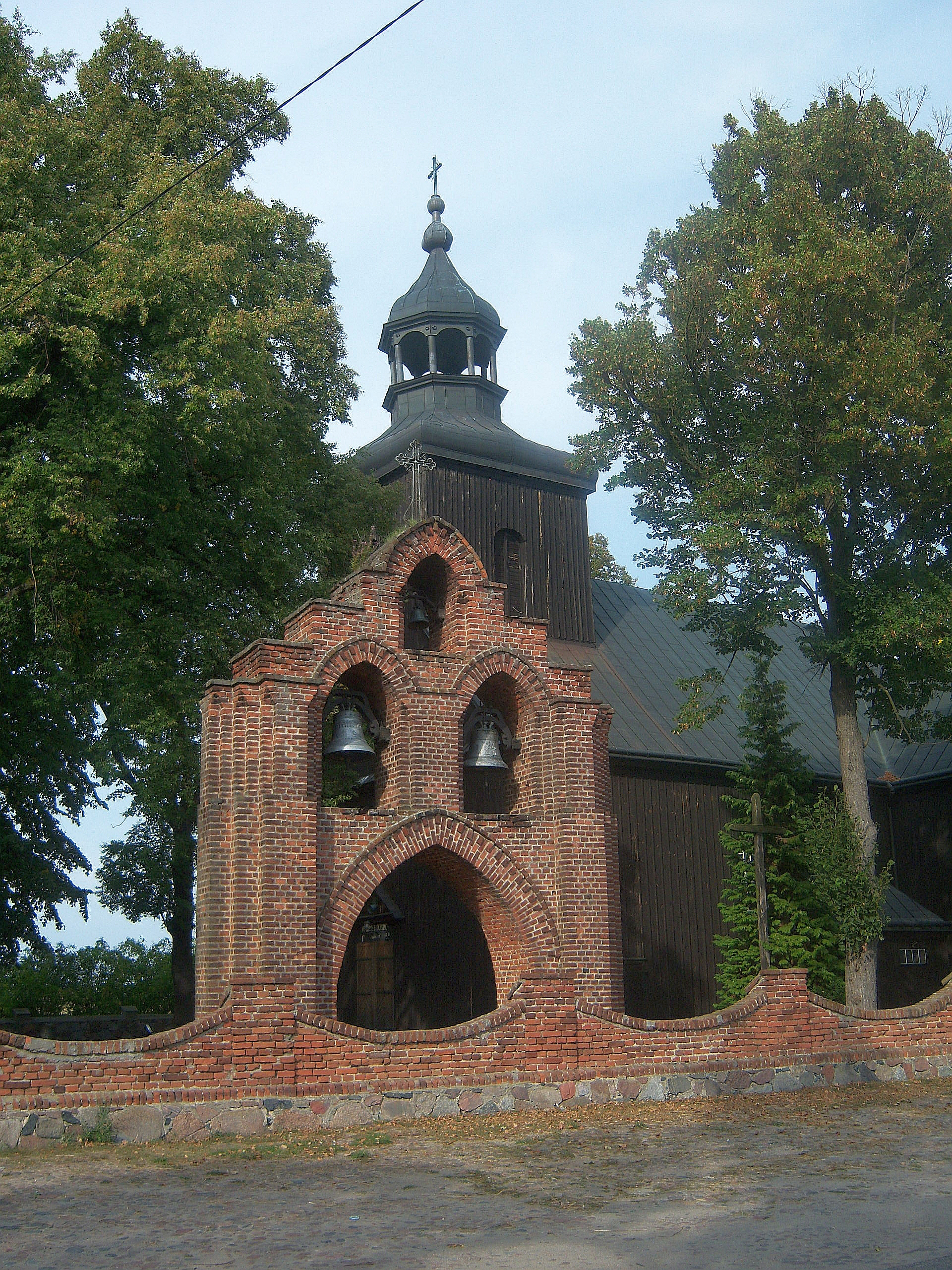
Sygnaturka z dzwonami
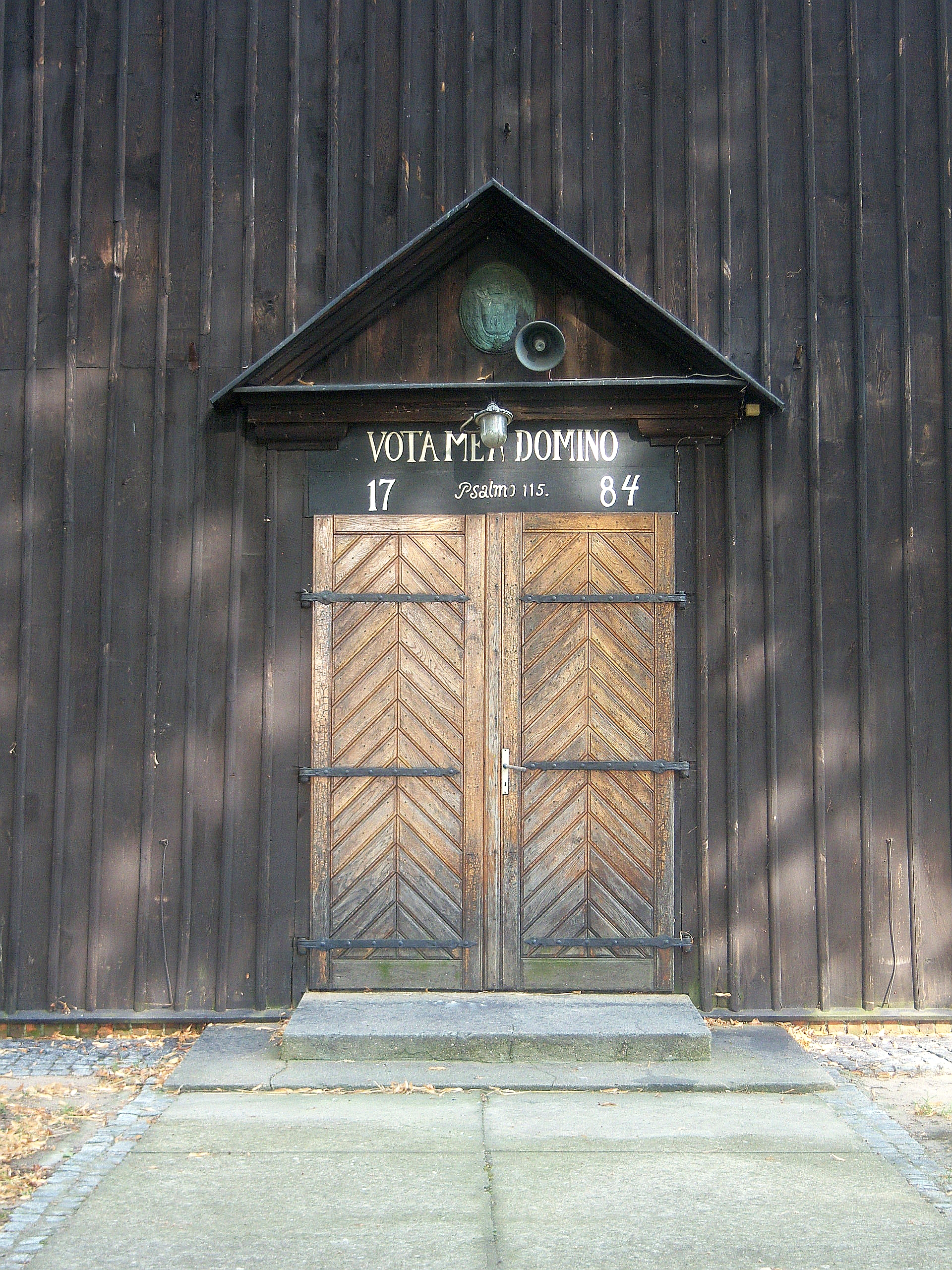
Drewniane drzwi wejściowe